# Edward Ignyś
Edward Ignyś (ur. 7 marca 1916 w Klein-Ottersleben w Westfalii, zm. 29 listopada 2004 w Lesznie) – polski muzyk tradycyjny z regionu Wielkopolski grający na dudach, instruktor gry na dudach.

## Życiorys
Urodził się w Niemczech, w rodzinie emigrantów zarobkowych. Po powrocie do Polski mieszkał w Opalenicy koło Buku, potem w Śmiglu na Wielkopolsce.
Jego dziadek grał na dudach wielkopolskich, ojciec na dudach i skrzypcach podwiązanych. Muzykantem był także jego wuj Wojciech. Kapela Ignysiów przed wojną grywała na wiejskich weselach, dożynkach oraz potańcówkach.
Naukę gry na skrzypcach i dudach rozpoczął w 12 roku życia, ucząc się od ojca i dziadka. Uczył się także gry na skrzypcach od organisty w Opalenicy, poznając zapis nutowy. Tuż przed II wojną zaczął grać w rodzinnej kapeli. Po wojnie, w latach 50. kapela grywała na biesiadach dudziarskich, przeglądach kapel, a także na konkursach i festiwalach folklorystycznych, m.in. w Kościanie, Gołębinie Starym, Przytocznej i w Poznaniu.
Przez prawie 30 lat Edward Ignyś był nauczycielem w Szkole Zawodowej w Śmiglu (1948-1976). Równocześnie w 1952 roku założył w Śmiglu kapelę dudziarską, którą w latach 60. przejął Powiatowy Dom Kultury w Kościanie.
Działalność muzyczną i pedagogiczną znacznie rozwinął po przejściu na emeryturę (1976).  Stał się słynnym na całą Wielkopolskę nauczycielem gry na dudach i skrzypcach, dudziarzem i znawcą dud oraz dawnego repertuaru kapel dudziarskich.
Prowadził grupy dziecięco-młodzieżowe w Turwi, Bukówcu Górnym, Czempiniu, Śmiglu, Krobi. Grono jego byłych uczniów liczy ponad 60 osób. Wielu dawnych uczniów Ignysia założyło swoje kapele (ponad 25 kapel dudziarskich).
Był inicjatorem powstania Turnieju Dudziarzy Wielkopolskich w Kościanie, pierwotnie odbywającego się od 1979 roku w Gołębinie Starym. Obecnie (2018) odbyła się już XXXIX edycja turnieju.
Grał również na bandonii oraz był założycielem zespołu Bandonistów Wielkopolskich.
Koncertował z kapelami i zespołami regionalnymi na terenie całej Polski oraz za granicą. Brał udział w festiwalach folklorystycznych w Płocku, na Festiwalu Kapel i Śpiewaków Ludowych w Kazimierzu Dolnym nad Wisłą (wielokrotnie), w Ogólnopolskim Konkursie Tradycyjnego Tańca Ludowego w Rzeszowie, w Jaśle, na festiwalu w Przytoczni oraz w Poznaniu. Zdobywał tamże najwyższe nagrody i wyróżnienia: solo, z kapelą i z uczniami.
Zajmował się wyrobem dud wielkopolskich, a także kozłów weselnych i sierszeniek dla uczniów, kapel dudziarskich oraz dla muzeów. Dudy wykonane przez Edwarda Ignysia znajdują się m.in. w Muzeum Etnograficznym w Warszawie i Toruniu, w Muzeum Ludowych Instrumentów Muzycznych w Szydłowcu oraz w zbiorach zagranicznych.
Edward Ignyś obchodził 50 lecie pracy instruktorskiej w 2001 roku. Zmarł w 2004 r. w wieku 88 lat i pochowany jest na cmentarzu parafialnym w Śmiglu.

## Uczniowie
Wśród uczniów Edwarda Ignysia jest m.in. Tomasz Kiciński i jego Kapela Manugi z Bukówca Górnego (działa od 1977 roku).

## Wydawnictwa
- 1996 - "Śpiewki dudziarskie z Leszczyńskiego" (Leszno 1996) wydane na 45-lecie pracy instruktorskiej Edwarda Ignysia; wyd. Wojewódzki Dom Kultury w Lesznie
- 1997 - "Śpiewki dudziarskie z Gostyńskiego i Rawickiego"

## Nagrody i wyróżnienia
- 1984 r. - I miejsce na Ogólnopolskim Przeglądzie Kultury w Przeworsku za widowisko sceniczne "Podkoziołek"
- 1987 - Nagroda Kolberga w dziedzinie muzyki (dudziarz, skrzypek)[1]
- Krzyż Kawalerski Orderu Odrodzenia Polski
- Odznaka "Zasłużony Działacz Kultury"
- Odznaka za Zasługi dla Województwa Leszczyńskiego[6]